# Экспедиция русского флота к берегам Северной Америки (1863—1864)

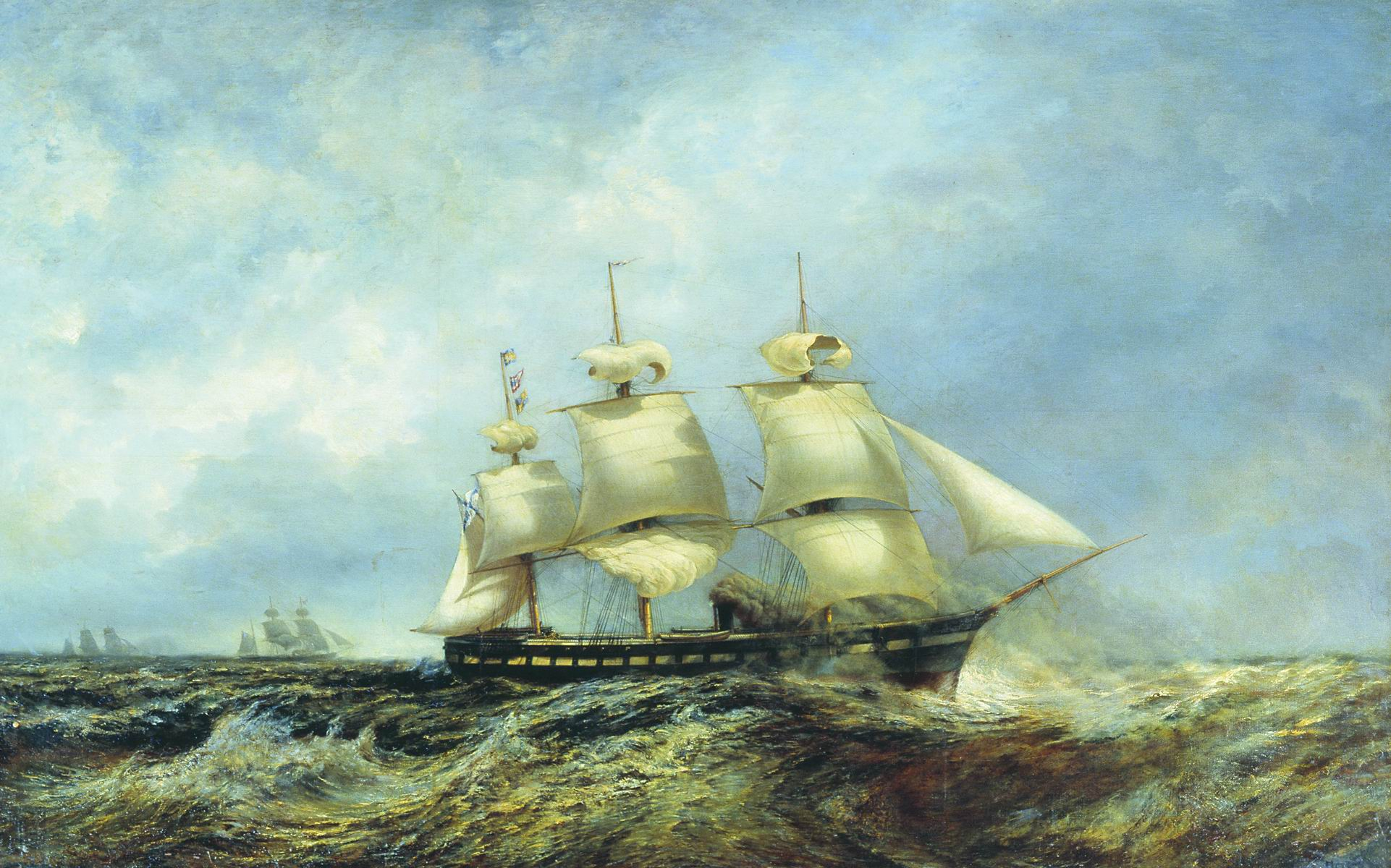
Русская эскадра на пути в Америку. А. П. Боголюбов

Экспедиция российского флота к берегам Северной Америки (1863—1864) — действия военного флота Российской империи у берегов Северо-Американских Соединённых Штатов во время обострения отношений между Россией, с одной стороны, и Британией, Францией и Австрией — с другой стороны.

## Предпосылки Экспедиции
В январе 1863 года на территории Царства Польского и Северо-Западного края началось польское национально-освободительное восстание.
Английское и французское правительства, чтобы ослабить Россию, решили вмешаться в польские дела, заявив о поддержке восставших поляков.
Обострение отношений с этими державами, особенно ввиду недавней Крымской войны, закончившейся поражением России, не могло не беспокоить русское правительство. В качестве превентивной меры было решено направить к берегам Северной Америки военно-морские соединения.
Это, во-первых, должно было бы создать угрозу английским и французским морским торговым путям в случае начала войны, и, во-вторых, высвобождало заранее крупные силы флота из тесноты оперативного простора Балтики.
С другой стороны, в США в этот период шла Гражданская война, и присутствие в своих портах дружественных военно-морских сил
соответствовало интересам Северных штатов.
Взаимопонимание с президентом Северо-Американских Соединенных Штатов Авраамом Линкольном было найдено быстро. Этому в немалой степени способствовала умелая и деятельная работа военно-морского атташе России в США капитана 1 ранга Степана Степановича Лесовского.
25 июня 1863 года император Александр II подписал высочайшее разрешение на посылку в Атлантический и Тихий океаны крейсерских эскадр для действий на торговых путях Великобритании в случае начала боевых действий.

## Состав Экспедиции

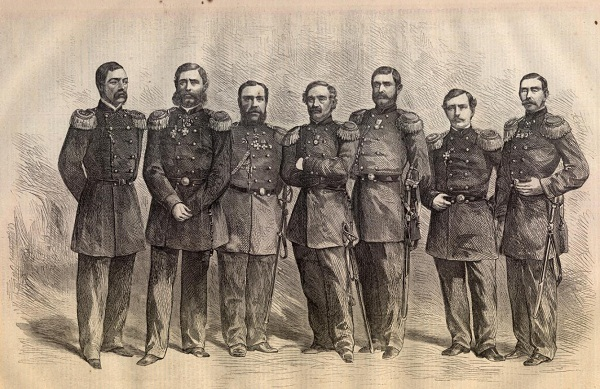
Капитаны экспедиции. Слева направо: П. А. Зеленой (клипер «Алмаз»), И. И. Бутаков (фрегат «Ослябя»), М. Я. Федоровский (фрегат «Александр Невский»), адмирал С. С. Лесовский (командир эскадры), Н. В. Копытов (фрегат «Пересвет»), О. К. Кремер, (корвет «Витязь»), Р. А. Лунд (корвет «Варяг»).

Всего к берегам Америки были направлены две русские эскадры парусно-винтовых кораблей.
В Атлантике оперировала эскадра только что получившего звание контр-адмирала С. С. Лесовского:
- Фрегаты
  - «Александр Невский» (капитан 1-го ранга М. Я. Федоровский)
  - «Пересвет» (капитан-лейтенант Н. В. Копытов)
  - «Ослябя» (капитан 1-го ранга И. И. Бутаков)
- Корветы
  - «Варяг» (капитан-лейтенант Р. А. Лунд)[2]
  - «Витязь» (капитан-лейтенант О. К. Кремер)
- Клипер
  - «Алмаз» (капитан-лейтенант П. А. Зеленой)

Фрегат «Ослябя» присоединился к эскадре, перейдя из Средиземного моря. Эскадра имела приказ скрытно пройти Балтику и Северное море, базироваться на Нью-Йорк.
К тихоокеанскому побережью Америки подошла и стала базироваться на Сан-Франциско эскадра контр-адмирала А. А. Попова:
- Корветы
  - «Богатырь» (капитан-лейтенант П. А. Чебышёв)
  - «Калевала» (капитан-лейтенант Карнеллан)
  - «Рында» (капитан-лейтенант Г. П. Сфурса-Жиркевич)
  - «Новик» (капитан-лейтенант К. Г. Скрыплев)
- Клиперы
  - «Абрек» (капитан 1-го ранга К. П. Пилкин)
  - «Гайдамак» (капитан-лейтенант А. А. Пещуров)

## Проведение Экспедиции

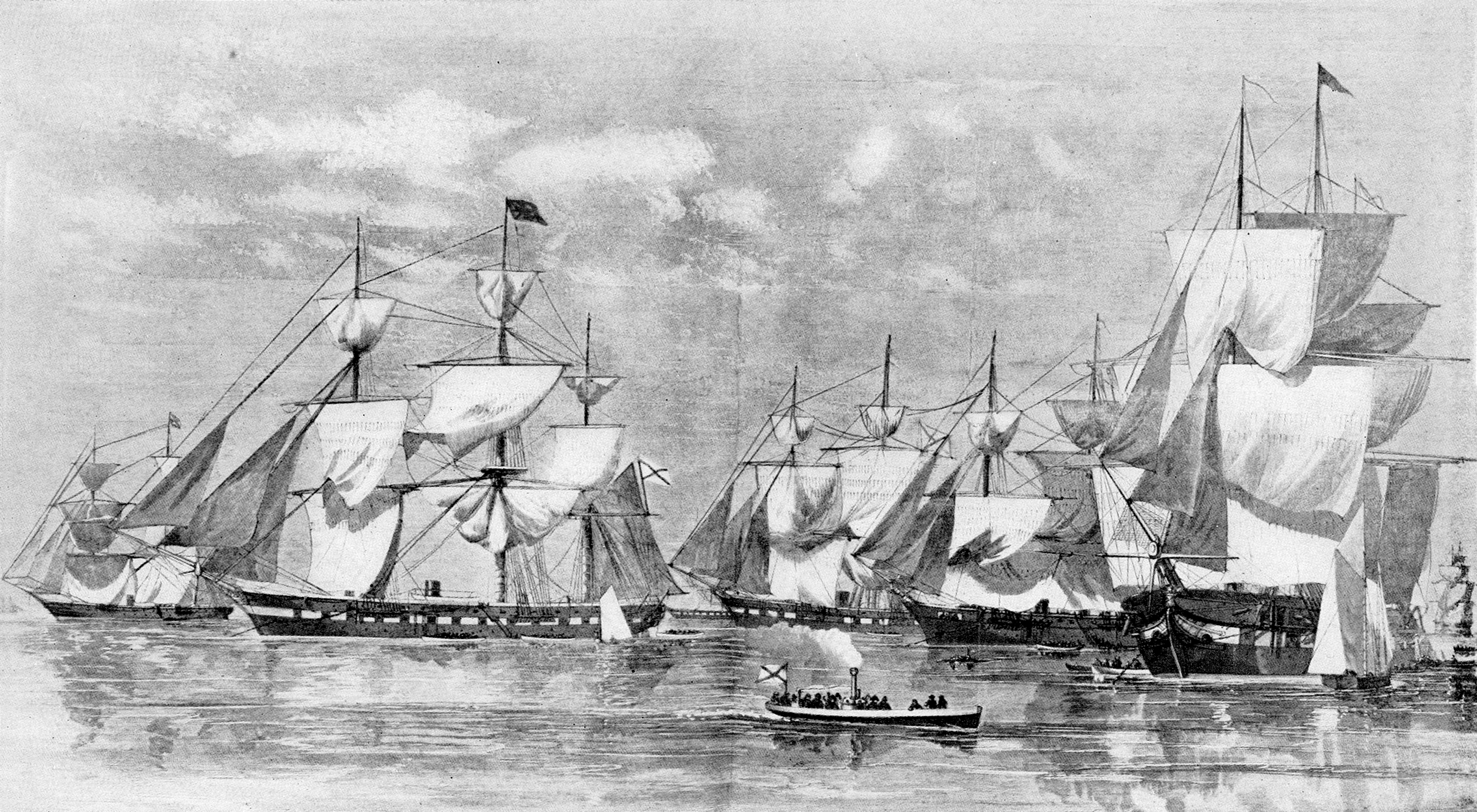
Русская эскадра на рейде Нью-Йорка

К 29 сентября все крейсеры эскадры контр-адмирала Лесовского прибыли в Нью-Йорк.
1 октября 1863 года контр-адмирал А. А. Попов появился в Сан-Франциско.
Приход русских кораблей оказался своевременным.
Уже в начале лета в канадском порту Эскмольт появилась английская эскадра из пяти кораблей, в том числе двух фрегатов. Англичане открыто демонстрировали готовность поддержать конфедератов (южан).

Русская эскадра на рейде Сан-Франциско

На тихоокеанском же театре сколько-нибудь сильных военно-морских сил у северян вообще не было — единственный броненосец, монитор «Каманч» был ещё не собран, так как везший его (в разобранном виде) парусник «Аквилла» затонул в гавани Сан-Франциско, и детали пришлось поднимать со дна. Южане же проявляли активность, и хотя не имели баз на Тихом Океане, тем не менее, существовала угроза нападения их рейдеров на порты Калифорнии.
Ввиду угрозы нападения фрегатов южан «Алабама» и «Самтер» на Сан-Франциско контр-адмирал Попов отдал приказ, содержащий, кроме всего, следующие строки:
В случае появления в порту какого-либо корсара, снаряженного возмутившимися штатами, старший из присутствующих в порту командиров делает сигнал прочим судам «приготовиться к бою и развести пары». Если же ворвавшийся в порт корсар прямо начнет неприятельские действия, то старший из командиров тотчас должен дать сигнал прочим судам «сняться с якоря по способности» и возмутителя общественного спокойствия атаковать.
Наличие русских военных кораблей сдерживало флот южан от активных действий в их присутствии.
За девять месяцев корабли русских эскадр посетили многие американские порты, крейсировали в водах Карибского моря и Мексиканского залива, заходили на Кубу и в Гондурас, на Ямайку и Бермудские острова, в Гонолулу и Ситку.
Общественное мнение северных штатов приветствовало присутствие русских военных кораблей в их портах.
Сразу же после прибытия С. С. Лесовского в Нью-Йорк русские моряки были окружены подчеркнутым вниманием со стороны государственного секретаря У. Сьюарда и морского министра Г. Уэллеса.
На русских кораблях побывали не только члены кабинета, но и руководители конгресса США, сенаторы, члены палаты представителей и их семьи (более 500 человек).
Заголовки американских газет того периода гласили: «Новый союз скреплён. Россия и Соединённые Штаты братствуют», «Русский крест сплетает свои складки с звёздами и полосами», «Восторженная народная демонстрация», «Большой парад на Пятой улице».
С другой стороны, лондонская «Таймс» 2 октября 1863 года писала об отношении жителей Нью-Йорка к прибывшей русской эскадре:
Муниципалитет и высшая буржуазия решили осыпать разными почестями русских офицеров… Зато французских и английских моряков вовсе не видно на берегу, хотя до 5000 их находится на тесном пространстве здешней морской стоянки… [Офицеры] не желают играть второстепенную роль на празднествах, где львами являются русские, а матросов не пускают потому, что американцы заманивают их к себе на службу.
Сообщая о торжествах в Вашингтоне в честь русских моряков У. Сьюард писал, что «президент Линкольн… искренне хотел бы, чтобы прием в столице мог бы отразить сердечность и дружелюбие, которые наша страна испытывает в отношении России».

## Участие в тушении пожара

Мемориальная плита в честь российских моряков, установленная на Эмбаркадеро

Кладбище на Острове Маре, на котором похоронено 6 российских моряков

Кроме демонстрации силы, российские моряки также оказывали и иное содействие хозяевам: например, команды кораблей эскадры Попова принимали участие в тушении гигантского пожара в Сан-Франциско. Утром 23 октября 1863 года, когда возник большой пожар, адмирал Попов приказал своему отряду помочь пожарной службе Сан-Франциско. Русские моряки проявили смелость и отвагу при тушении пожара.

…Однако нельзя не упомянуть благородный дух, проявленный русским флотом, который сейчас находится в гавани, командование которого выслало на место пожара почти двести своих моряков под руководством, как мы узнали, лейтенантов Сераггена, Эхолена и Макова… Русские моряки продолжали [тушить пожар] до тех пор, пока, один за другим не были почти полностью истощены. Тогда они позволили себе несколько минут отдыха и затем снова заняли свои позиции у пожарных насосов.— Газета Daily Alta California, Том 15, Номер 4986, 23 октября 1863 года
Многие моряки получили серьёзные ранения, а шестеро моряков погибли в борьбе с пожаром. Погибшие моряки были похоронены на морском кладбище Острова Маре. Жители Сан-Франциско выразили свою признательность действиям моряков, пожертвовав деньги на помощь раненым, а Городской совет Сан-Франциско вручил адмиралу Попову благодарственное письмо.
В 1994 году, в честь 130-летия со дня гибели моряков, Российское консульство в Сан-Франциско организовало мемориальную службу и установило новые памятники на могилах погибших русских моряков.

## Результаты Экспедиции
Известие о неожиданном сосредоточении обеих российских эскадр в американских портах произвело должное впечатление на деловые круги Англии: потенциальная угроза практически незащищённому в сложившейся ситуации оживлённому торговому судоходству подействовала отрезвляюще. Ввиду этого английское правительство приняло решение уклониться от поддержки Франции. Австрия тоже изменила свою позицию, и даже в дальнейшем оказала некоторое содействие России в подавлении польского восстания. Франция, оставшись в изоляции, тоже вынуждена была отказаться от выступления против России и федерального правительства США.
В этом контексте политический результат Экспедиции превзошёл все ожидания.
После подавления восстания в Польше эскадра контр-адмирала Лесовского 20 июля 1864 г. была отозвана в Балтийское море, а эскадра контр-адмирала Попова возвратилась в воды Дальнего Востока.
К сожалению, Экспедиция не обошлась без потерь: во время перехода из Хакодате 14 сентября 1863 года в сильный туман корвет «Новик» налетел на камни у мыса Лос-Рейес севернее Сан-Франциско. Утонул один матрос, были госпитализированы ещё 12 человек. Разбитый корпус корвета был впоследствии продан с аукциона.
Ещё три моряка умерли во время нахождения эскадры в Сан-Франциско, они похоронены рядом с погибшими при тушении пожара товарищами.

## Вторая Американская экспедиция
«Второй американской экспедицией» называли походы русских эскадр в порты США в 1876 г. во время ухудшения отношений с Великобританией из-за поддержки Россией антитурецкого восстания в Болгарии. В этот момент в Средиземном море находилась эскадра контр-адмирала И. И. Бутакова из броненосного фрегата «Петропавловск», фрегата «Светлана», корветов «Аскольд», «Богатырь», клипера «Крейсер» и двух шхун. Чтобы избежать в случае войны их уничтожения превосходящими силами английского флота, русские корабли (за исключением ненадежного для океанского плавания «Петропавловска») было решено направить в атлантические порты США и при разрыве отношений с Англией приступить к крейсерским операциям. В ноябре русские корабли покинули порты Италии. Корвет «Богатырь» прибыл в Чарльстон 27 декабря; флагман контр-адмирала Бутакова фрегат «Светлана» под командой великого князя Алексея Александровича пришёл на Хэмптонский рейд 31 декабря; корвет «Аскольд» пришёл в Чарльстон 12 января 1877 г.; клипер «Крейсер» пришёл в Нью-Йорк 4 февраля. В марте 1877 г. вся эскадра Бутакова была сосредоточена в Нью-Йорке.
Одновременно корабли эскадры Тихого океана и Сибирской флотилии под командованием контр-адмирала О. П. Пузино получили приказ следовать в Сан-Франциско. В октябре 1876 года они вышли из китайских и японских портов, и к 25 декабря сосредоточились на рейде Сан-Франциско: корвет «Баян», клипера «Всадник» и «Абрек», шхуны «Восток», «Тунгус» и «Ермак», к которым позднее присоединились канонерка «Горностай» и транспорт «Японец». По плану, выработанному контр-адмиралом Пузино, в случае войны его эскадра должна была напасть на Ванкувер, чтобы «нанести возможный вред неприятельским учреждениям и уничтожить встреченные там военные и купеческие суда», а затем идти к Австралии и крейсировать у её западного (корвет) и восточного (клипера) побережья, создав склады на северном берегу Новой Гвинеи, на Соломоновых и Маршаловых островах. 30 апреля, после ослабления напряженности в русско-британских отношениях, русские эскадры получили указания покинуть американские порты и вернуться к обычному несению службы.

## «Третья» Американская экспедиция
«Третьей американской экспедицией» была названа акция по организации в США русской крейсерской эскадры после окончания русско-турецкой войны 1877—1878 гг. и требований Великобритании о пересмотре её итогов. Поскольку в составе русского флота не оказалось достаточного количества исправных кораблей, пригодных для крейсерской службы, было решено приобрести в США торговые суда и использовать их в качестве вспомогательных крейсеров. Выделенных трех миллионов долларов должно было хватить на приобретение трех-четырёх кораблей. Покупка кораблей и организация крейсерства была поручена капитан-лейтенанту Л. П. Семечкину. 27 марта 1878 г. было решено немедленно снарядить экспедиционную партию под командованием капитан-лейтенанта К. К. Гриппенберга, которая направилась в США на зафрахтованном немецком пароходе «Цимбрия» («Zimbria»). 17 апреля «Цимбрия» вошла в маленький порт Сауф-Вест-Харбор в штате Мэн. 26 апреля в Нью-Йорк прибыл Семечкин, в скором времени купивший три парохода («Штат Калифорния», «Колумбус» и «Саратога»). Их доставили для перестройки под крейсера в Филадельфию на верфи Крампа. 29 мая 1878 г. купленным пароходам присвоили наименования «Европа», «Азия» и «Африка» и зачислили в первый ранг военных кораблей. В сентябре в Филадельфию пришла «Цимбрия» с командами русских моряков. В декабре «Европа», «Азия» и «Африка» подняли Андреевские флаги. Поскольку угроза войны с Англией миновала, крейсера в конце декабря 1878 г. ушли из Филадельфии в Европу.

## Интересные факты
- Во время Экспедиции на клипере «Алмаз» служил недавно окончивший Морской кадетский корпус Николай Андреевич Римский-Корсаков. В той же Первой экспедиции 1863 года участвовал Ипполит Ильич Чайковский — брат другого великого русского композитора Петра Ильича.
- На фрегате «Богатырь» вышел в своё первое дальнее плавание воспитанник Морского училища в Николаевске-на-Амуре Степан Осипович Макаров.